# گلاسای امیلیانسس
گلاسای امیلیانسس (به اسپانیایی به معنای «حاشیه‌نویسی‌های [صومعه سان] میلین/امیلیانسس»)، حاشیه‌نویسی‌هایی هستند که در قرن ۱۰ یا ۱۱ بر روی یک دفترنامه لاتین قرن ۹ به نام امیلیانسس نوشته شده‌اند؛ نام گلاسای امیلیانسس گاهی به کل دفترنامه هم اطلاق می‌شود. این حاشیه‌نویسی‌ها به عنوان شواهد اولیه از هر دو رومانس ایبریایی (مشابه با زبان اسپانیایی یا ناوارو-آراگونی مدرن) و زبان باسکی قرون وسطایی مهم هستند. این کدکس اکنون در مادرید قرار دارد، اما از کتابخانه صومعه سن میلان د لا کوگولا آمده است.